# Шафаг, Рашид Джамил оглы
Рашид Шафаг (азерб. Rəşid Şəfəq; 13 октября 1940, Баку — 24 августа 2017, Баку) — азербайджанский композитор, заслуженный деятель искусств Азербайджанской Республики (2006).

## Биография
Рашид Шафаг родился 13 октября 1940 года в Баку. Родом он из села Шафаг Геранбойского района. Несмотря на то, что в его семье не было музыкантов, интерес к музыке у него возник с раннего возраста. По его словам, муж его тети Джавад бек Джуварлинский был близким другом великого композитора Узеира Гаджибекова, с которым когда-то учился в Горийской семинарии. Однажды он отвёл Рашида к Узеиру Гаджибекову. Композитор проверил музыкальный слух мальчика и дал свое одобрение. После этой встречи у Рашида появилось больше уверенности в себе. В течение двух лет он изучал основы композиции у композитора Мидхаду Ахмедовову Параллельно обучался в классе виолончели. Затем началась его профессиональная композиторская деятельность. Композитор вспоминает эти годы так:
В 1967–1974 годах мы создали школьную филармонию в 190-й школе Баку. При филармонии была организована детская оперная студия. Тогда же я написал комическую аллегорическую оперу-сказку Лиса отправляется в хадж (опера). Это произведение имело большой успех в исполнении юных актёров. Хочу также отметить, что в 60–70-х годах в нашей республике проводилось множество культурно-массовых мероприятий. Я работал над хоровыми произведениями для объединённых хоров, выступавших на таких мероприятиях.
Рашид Шафаг также адаптировал для хора часть детских песен, написанных разными композиторами в 1920—1970-х годах. В 1979 году, к Международному году ребёнка, он опубликовал сборник песен под названием Мы — голуби. Позже, в 1986 году, вышла его книга для детей и подростков Музыкальный мир школьника, предисловие к которой написал выдающийся композитор Фикрет Амиров. Через два года, в 1988 году, был издан новый труд — «Школьные песни», хоровой альманах, к которому предисловие написал известный композитор Д. Б. Кабалевский.
Композитор отмечает, что его произведения публиковались в музыкальных изданиях бывшего СССР:
Летом 1985 года я был в Москве. Вела́сь подготовка к 100-летнему юбилею великого композитора Узеира Гаджибекова. По этому случаю я адаптировал его песню «Ey Vətən» для женского хора. Вместе с поэтом В. Дубровиным мы перевели текст на русский язык. Хоровое произведение «Ey Vətən» было опубликовано в журналах «Советская музыка» и «Музыкальная жизнь».
В 1980-х годах Шафаг создал интересные детские оперы по мотивам поэм известного русского поэта С. Маршака, такие как «Глупый мышонок» и «Умный мышонок». Его песни и миниатюр из вокально-хорового цикла «Рыцари», опубликованные в московском песенном альманахе «Родина-мать», были широко распространены по всему СССР. Произведения композитора вошли в репертуар Детского хора Центрального телевидения и радио СССР, а также детских хоров бывших советских республик, Турции, Болгарии, Германии и других стран.
Его песни исполнялись такими профессиональными коллективами, как вокальный квартет «Гая», вокально-инструментальный ансамбль «Севиль» и другими исполнителями на радио и телевидении. До сих пор его песни звучат в исполнении детских хоров, в том числе хора «Бенёвше» АзТВ, детской хоровой капеллы «Девичья башня», вокальных ансамблей «Ангелы», «Ай бери бах» и других.
Творчество Рашида Шафага многообразно. Среди его произведений для детей можно выделить оперу-сказку «Глупый мышонок», музыкальную сказку-комедию «Неудавшаяся хитрость», комическую фольклорную оперу-сказку «Лиса, Лиса, Тюмбеки…», оперу-сказку «Разговор сов», трёхактную оперу, а также камерно-инструментальные и вокально-хоровые произведения: «Музыкальный альбом маленького Эльнура», вокально-хоровой цикл «Рыцари»**, цикл «Праздник моей мамы», «Азербайджанские напевы» и др.
Композитор также публиковал интересные статьи в прессе. Его многочисленные статьи и рецензии о выдающихся деятелях музыкального искусства публиковались в периодических изданиях.
Один из известных представителей школы композиторов, Заслуженный деятель искусств Азербайджана Рашид Джамал оглы Алиев (Рашид Шафаг) скончался 24 августа 2017 года в Баку на 78-м году жизни.

## Творчество

### Оперы
- «Глупый мышонок» (1985) — по мотивам произведения С. Маршака

- «Умный мышонок» (дата неизвестна) — по мотивам произведения С. Маршака

- «Лиса отправляется в хадж» (1970) — по одноимённой поэме А. Шаика

- «Лиса, лиса, Тюмбеки…» (1992) — детская фольклорно-комическая опера по сказкам, поэмам и басням А. Шаика

- «Разговор сов» (1992) — посвящена 850-летию Низами Гянджеви, по одноимённому рассказу из поэмы «Сокровищница тайн» (либретто Хикмета Зия)

- «Мать» (1999) — трёхактная опера по одноимённой драме Гусейна Джавида

### Оперетты
- «Несостоявшаяся хитрость» (1990) — либретто А. Самедли

- «Тысяча и одна ночь» (1979)

- «Джыртдан» (дата неизвестна) — по мотивам азербайджанской народной сказки

### Детские мюзиклы
- «Приключения оценок» (1991) — либретто Хикмета Зия

- «Белый Див, Чёрный Див…» (1995) — по мотивам народной сказки «Джыртдан»

- «Халиф на час» (2000) — по мотивам сказок А. Шаика из цикла «Тысяча и одна ночь»

- «Приключения дождичка» (2003) — по мотивам русских народных сказок

### Камерно-инструментальные и вокально-хоровые произведения
- «Музыкальный альбом маленького Эльнура»

- «Музыкальный альбом маленького Джамала»

- «Музыка для детей и юношества»

- «Рыцари» — вокально-хоровой цикл

- «Праздник моей мамы» — вокально-хоровой цикл

- «Азербайджанские напевы»

- «Родная земля — Карабах» — цикл песен

- «Гусейн Джавид III» — мемориальная реквием-поэма

- «Рахаб» — мугам-поэма

### Книги
- «Мы — голуби!» (1979)

- «Песни пионеров и школьников» (1988)

- «Музыкальный мир школьника» — детская энциклопедия (1986)

- «Антология детских песен» (2005)